# Źródełko Miłości

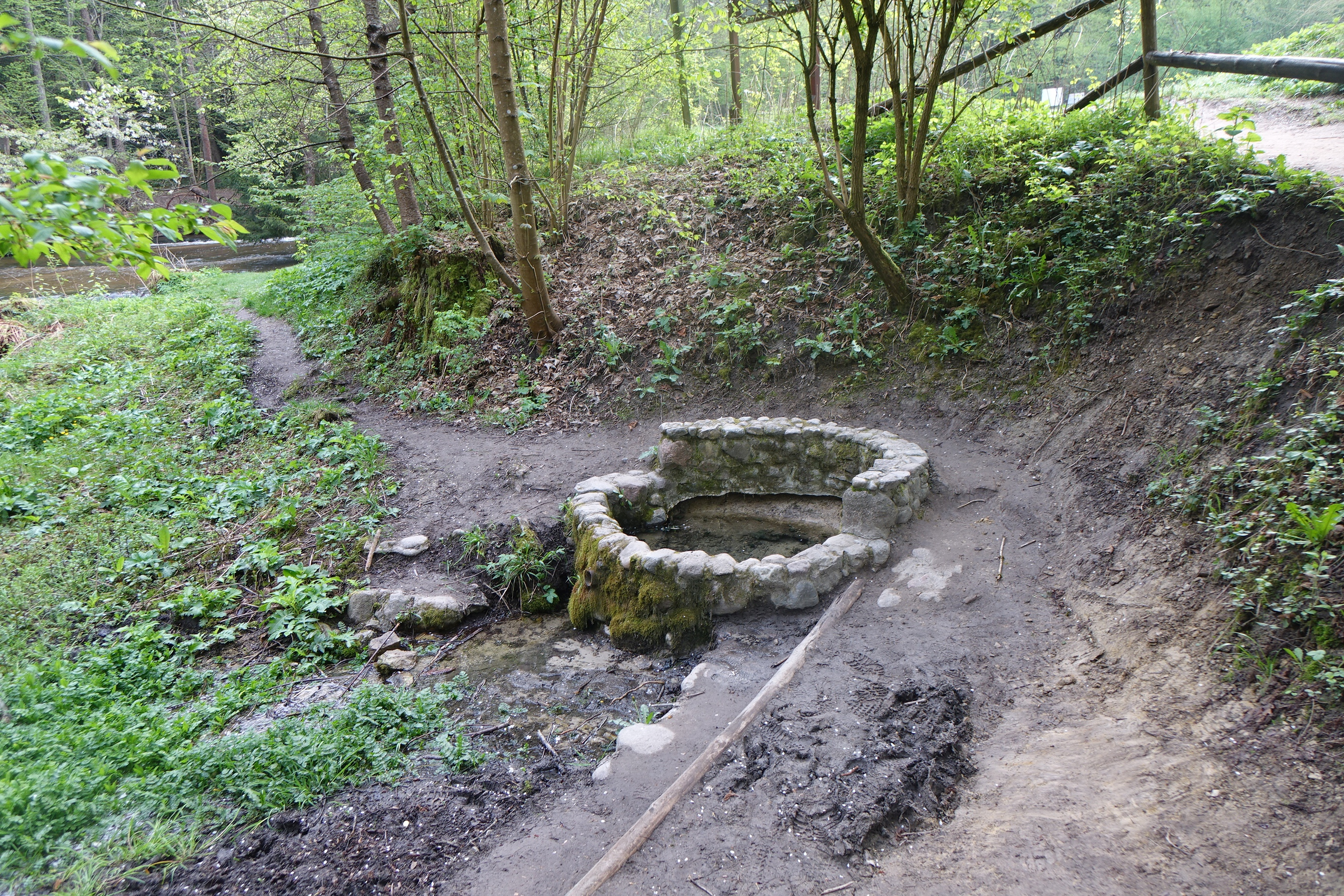

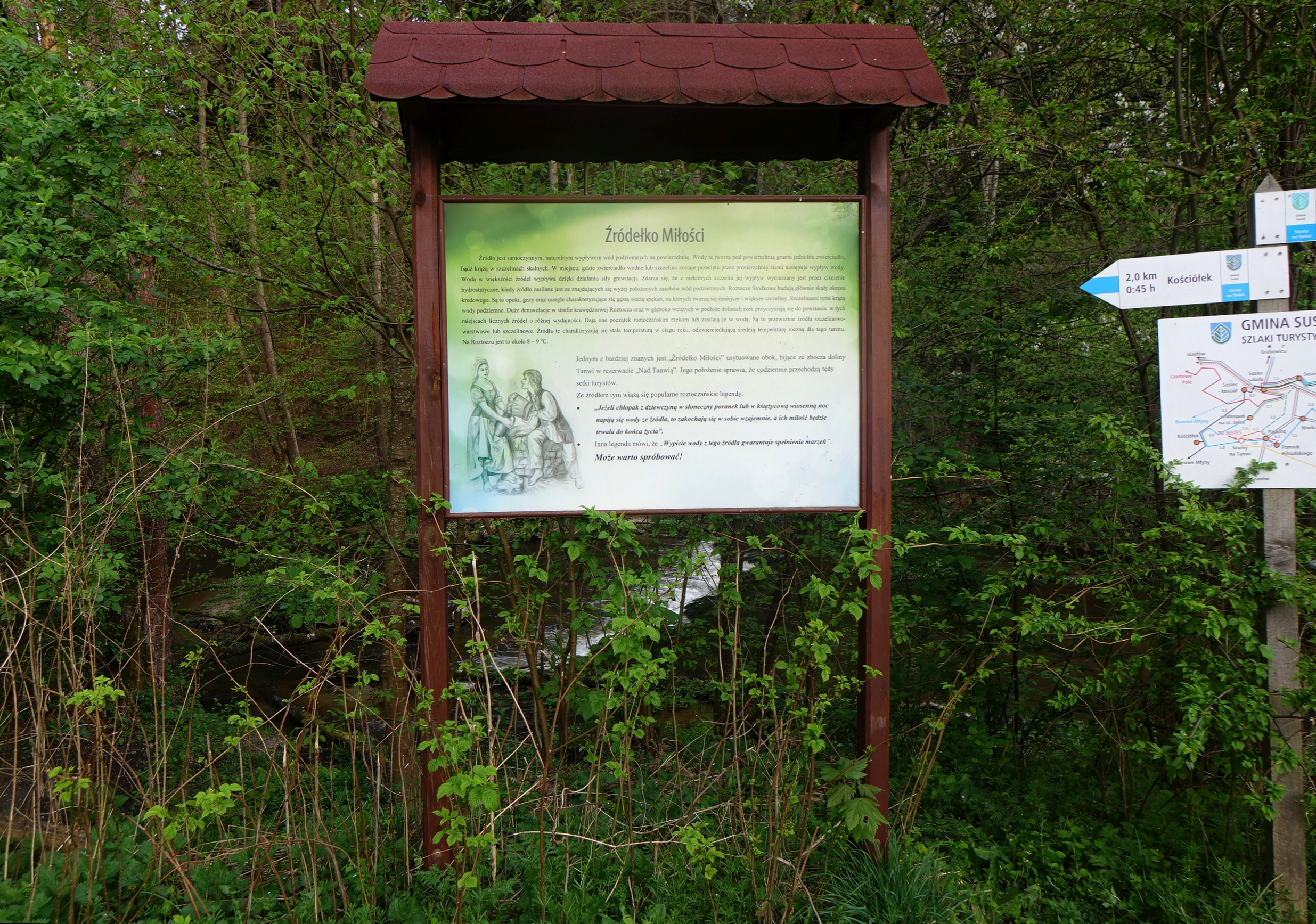

Źródełko Miłości – źródło nad lewym brzegiem rzeki Tanew we wsi Huta Szumy w województwie lubelskim, w powiecie tomaszowskim, w gminie Susiec. Jest naturalnym, samoczynnym wypływem wody. Zostało obudowane kamiennym kręgiem i stanowi atrakcję turystyczną – jeden z przystanków ścieżki przyrodniczo-dydaktycznej „Nad Tanwią”. Wypływająca ze źródła woda charakteryzuje się stałą przez cały rok temperaturą, w tym rejonie wynoszącą 8–9 °C. Źródło znajduje się w rezerwacie przyrody Nad Tanwią w Parku Krajobrazowym Puszczy Solskiej i prowadzą obok niego popularne szlaki turystyki pieszej.
Ze źródełkiem wiążą się miejscowe legendy. Według jednej wypicie wody ze źródełka gwarantuje spełnienie wszystkich marzeń. Inna mówi, że jeżeli chłopak z dziewczyną w słoneczny poranek lub księżycową wiosenną noc napiją się wody ze źródła, to zakochają się w sobie wzajemnie, a ich miłość będzie trwała do końca życia.
Szlaki turystyczne
 Szlak Szumów: Susiec – Rebizanty (rez. „Nad Tanwią”) – Źródełko Miłości – Kościółek – Uroczyska Puszczy Solskiej – Wodospad na Jeleniu – Susiec.
 ścieżka edukacyjna „Nad Tanwią” (zamknięta pętla).